# Bruno Blašković
Bruno Blašković (2 augustus 1998) is een Kroatisch zwemmer die is gespecialiseerd in de vrije slag en de vlinderslag. 

## Biografie
In 2015 nam Blašković deel aan de Europese Spelen in Bakoe waar hij zevende eindigde op de 50 meter vrije slag en zesde op de 50 meter vlinderslag. 
Op de Europese kampioenschappen zwemmen 2018 in Glasgow zwom Blašković de finale van de 100 meter vrije slag waarin hij 8e eindigde.

## Internationale toernooien
| Jaar | Olympische Spelen | WK langebaan  | WK kortebaan   | EK langebaan                                                                    | EK kortebaan                                               |
| ---- | ----------------- | ------------- | -------------- | ------------------------------------------------------------------------------- | ---------------------------------------------------------- |
| 2015 |                   | geen deelname |                |                                                                                 | 54e 50m vrije slag 45e 100m vrije slag 20e 50m vlinderslag |
| 2016 | geen deelname     |               | geen deelname  | geen deelname                                                                   |                                                            |
| 2017 |                   | geen deelname |                |                                                                                 | geen deelname                                              |
| 2018 |                   |               | 11-16 december | 10e 50m vrije slag 8e 100m vrije slag 14e 50m vlinderslag 17e 4x100m wisselslag |                                                            |

## Persoonlijke records
Bijgewerkt tot en met 12 augustus 2018
Kortebaan
| Afstand         | Tijd  | Datum             | Plaats  |
| --------------- | ----- | ----------------- | ------- |
| 50m vrije slag  | 22,43 | 5 oktober 2016    | Dubai   |
| 100m vrije slag | 49,51 | 30 september 2016 | Peking  |
| 50m vlinderslag | 23,72 | 5 december 2015   | Netanya |

Langebaan
| Afstand         | Tijd  | Datum           | Plaats  |
| --------------- | ----- | --------------- | ------- |
| 50m vrije slag  | 22,06 | 8 augustus 2018 | Glasgow |
| 100m vrije slag | 48,88 | 4 augustus 2018 | Glasgow |
| 50m vlinderslag | 23,68 | 6 augustus 2018 | Glasgow |